# Fluminicola avernalis
Fluminicola avernalis là danh pháp hai phần của một loài ốc nước ngọt từ rất nhỏ đến nhỏ có mang và nắp, là động vật thân mềm chân bụng sống dưới nước thuộc họ Hydrobiidae. Đây là loài đặc hữu của Hoa Kỳ.